# Sneeuwscooter

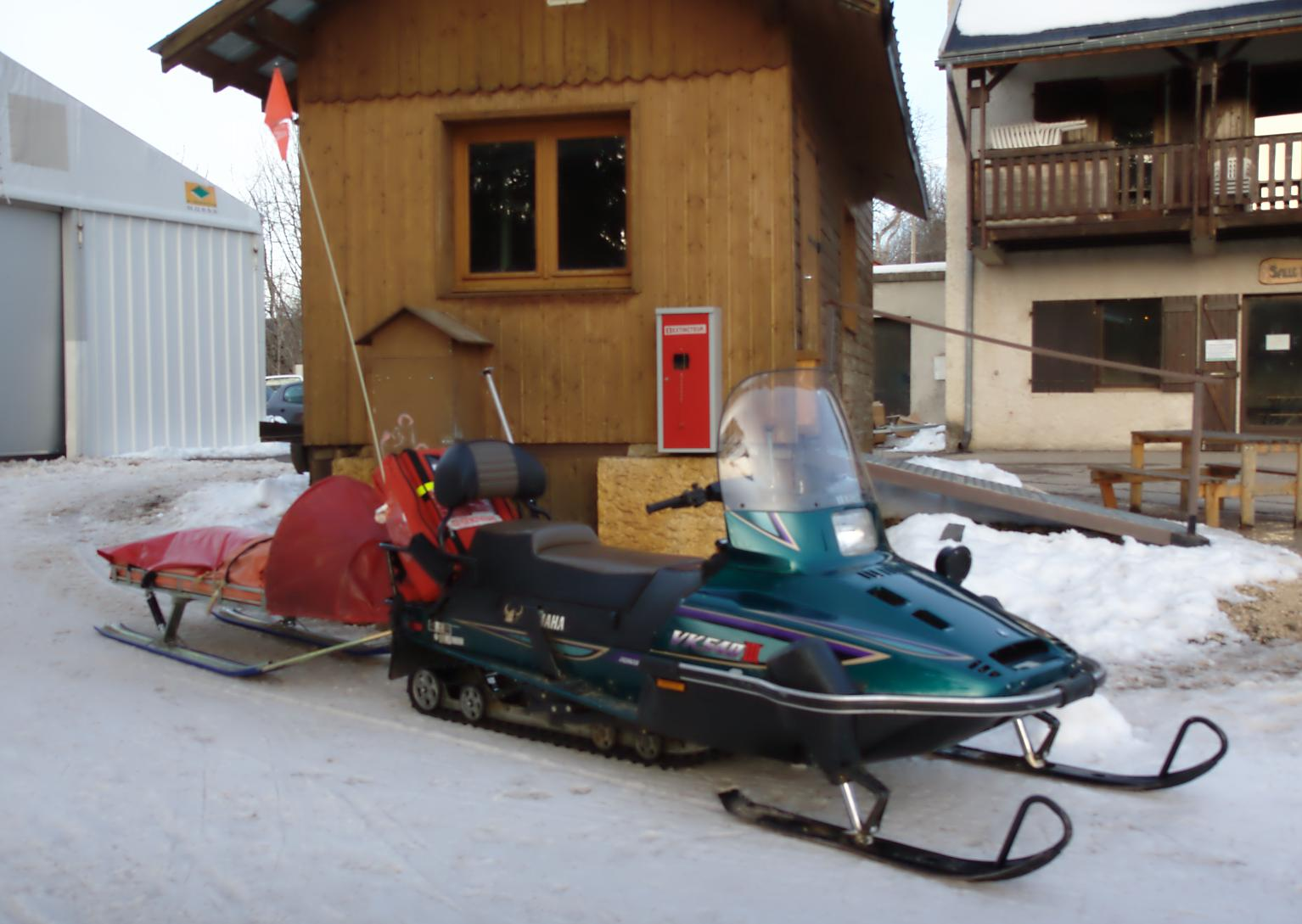
Een sneeuwscooter

Een sneeuwscooter is een landvoertuig speciaal gemaakt voor het reizen over een besneeuwde ondergrond of ijs. Een sneeuwscooter wordt meestal voortbewogen door rupsbanden achteraan, en stuurt middels ski's vooraan. Oudere sneeuwscooters gebruikten rubberen rupsbanden, maar tegenwoordig is kevlar meer gebruikelijk.

## Geschiedenis
De ontwikkeling van de sneeuwscooter is niet het werk van één uitvinder, maar meer een proces van het steeds verder verbeteren van voertuigen voor transport over sneeuw. De ontwikkeling kan worden vergeleken met die van de auto. Vaak gebruikten verschillende uitvinders dezelfde onderdelen voor een ander doel.
Een van de eerste voertuigen voor transport over sneeuw was de Aerosan, een voertuig op ski's aangedreven door een propeller. Deze werd gebouwd in 1909-1910 door de Russische uitvinder Igor Sikorsky. Aerosans werden gebruikt door het Rode Leger gedurende de Winteroorlog en Tweede Wereldoorlog. Over de vraag of de Aerosan al een sneeuwscooter kan worden genoemd, bestaat verschil van mening, vooral daar de Aerosan geen rupsbanden gebruikte als aandrijving.
Adolphe Kégresse ontwierp een origineel rupsbandsysteem genaamd de Kégresse track, terwijl hij werkte voor tsaar Nicolaas II van Rusland tussen 1906 en 1916. Deze gebruiken een flexibele band en konden worden overgezet op vrijwel elke auto of truck waardoor deze gemakkelijker over sneeuw en zachte ondergrond konden rijden. Hoewel ook dit over het algemeen niet tot een sneeuwscooter wordt gerekend, was het wel een van de voorlopers van de hedendaagse sneeuwscooter.
Het eerste Amerikaanse patent voor een sneeuwvoertuig dat gebruik maakte van rupsbanden achter en ski's voor, werd aangevraagd door Ray H. Muscott op 27 juni 1916. Veel mensen modificeerden later Ford Model T's met ski's en rupsbanden volgens Muscotts ontwerp. Deze aangepaste Fort T's waren geschikt voor de relatieve droge sneeuw in de Verenigde Staten, maar niet voor de zachtere natte sneeuw zoals die in Quebec aanwezig was. Daarom vond Joseph-Armand Bombardier uit het plaatsje Valcourt een rupsbandensysteem uit dat geschikt was voor elk soort sneeuw. Het was zijn eerste grote uitvinding. Hij begon met de ontwikkeling van een groot sneeuwvoertuig voor zeven passagiers in 1937. Zijn droom was echter ooit een model te ontwikkelen ter grootte van een eenpersoonsvoertuig.
Veel mensen hadden een soortgelijk idee. Edgar en Allen Hetteen en David Johnson uit Roseau waren de eersten die, tussen 1955 en 1956, een praktische sneeuwscooter voor één persoon bouwden. Deze machines waren nog zwaar (450 kg) en langzaam (30 km/h). Hun bedrijf, Hetteen Hoist & Derrick Co., werd later Polaris Industries, en zou een van de grootste leveranciers van sneeuwscooters worden. In 1959 werden de motoren lichter en kleiner waardoor snellere sneeuwscooters konden worden gebouwd. Dit leidde tot de eerste moderne sneeuwscooter, met een open cockpit en ruimte voor een of twee personen. Dit model werd verkocht onder de naam "Ski-doo".
Al snel begonnen concurrenten dit model na te maken. In de jaren 70 waren er honderden sneeuwscooterfabrikanten. Tussen 1970 en 1973 werden er ongeveer twee miljoen exemplaren verkocht. De meeste van deze bedrijven gingen echter failliet tijdens de oliecrisis van 1973.
Vandaag de dag worden sneeuwscooters veel gebruikt in de poolgebieden voor transport. De meeste sneeuwscooters worden echter verkocht voor recreatief gebruik. Vooral in Noord-Amerika is de sneeuwscooter erg populair. In Europa en elders in de wereld is het gebruik van sneeuwscooters relatief laag, hoewel ze ook hier in populariteit toenemen.

## Vaardigheden
Sneeuwscooters kunnen tegen steile hellingen oprijden zonder terug naar beneden te glijden. Hedendaagse sneeuwscooters kunnen optrekken van 0 tot 160 km/u binnen zes seconden.

## Invloed op het milieu
De invloed van sneeuwscooters op het milieu is al jaren onderwerp van discussie. De meeste sneeuwscooters worden nog altijd aangedreven door een tweetaktmotor, hoewel er ook modellen zijn met een viertaktmotor. In de laatste jaren hebben producenten geëxperimenteerd met minder vervuilende motoren. Yamaha en Arctic-Cat produceerden de eerste sneeuwscooters met een minder vervuilende motor die in massaproductie zijn genomen.

## Economie

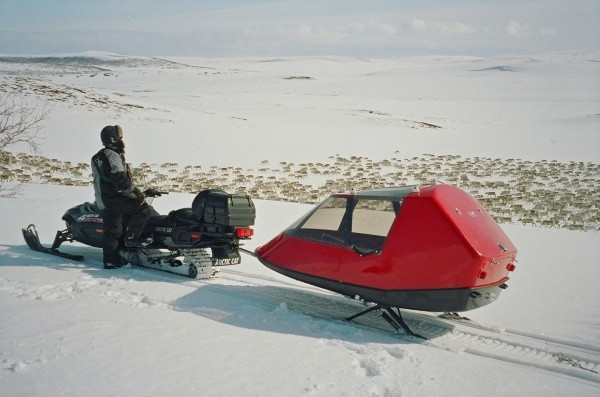
Sneeuwscooters worden o.a. gebruikt door rendierherders (bron: altapulken.no)

Sneeuwscootereigenaren in Canada en de Verenigde Staten besteden jaarlijks samen ongeveer 28 miljard dollar aan sneeuwscooters, het onderhoud ervan, en bijbehorende onderdelen zoals kleding en brandstof. Vaak is de sneeuwscooterindustrie de primaire bron van inkomen van kleinere steden die het verder vooral van toerisme moeten hebben.

## Ongelukken

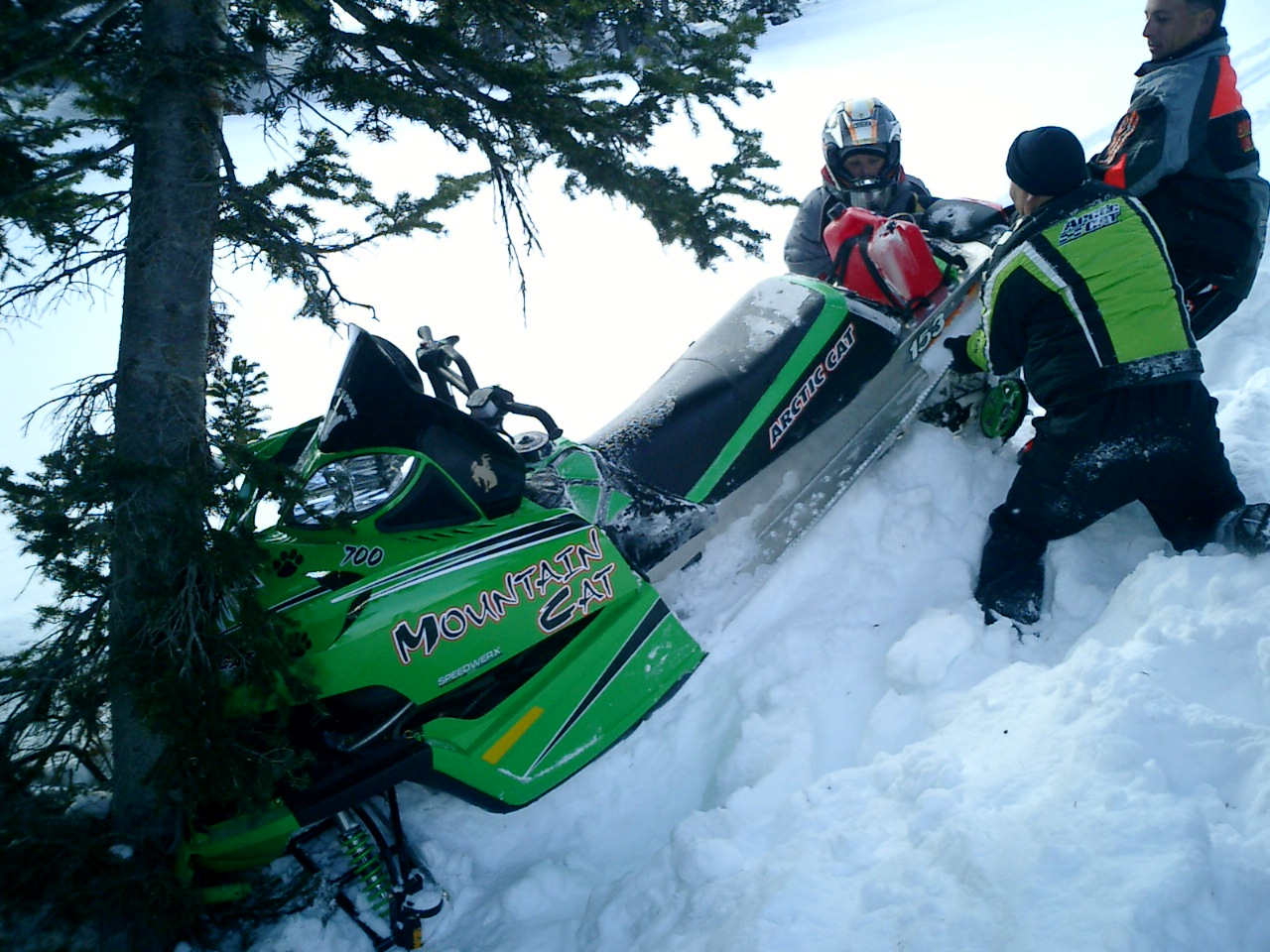
Een nieuwe M7 is tegen een boom gebotst nadat de bestuurder de macht over het stuur verloor

Door de gladde ondergrond en hoge snelheid kan het verlies van de controle over de sneeuwscooter al snel leiden tot zware verwondingen of zelfs de dood. Een veel gezien ongeluk bij sneeuwscooters is dat bestuurders de macht over het stuur verliezen omdat ze onderschatten hoe sterk de machine is. Tevens kunnen bestuurders een bocht te snel nemen, van de weg raken of ergens tegenop botsen. Onthoofdingen zijn ook een paar keer voorgekomen omdat bestuurders in voor hen onbekend terrein door prikkeldraad of schrikdraad zijn gereden. Berijders van sneeuwscooters in het off-piste-terrein worden ook af en toe slachtoffer van een lawine.
Jaarlijks vinden ongeveer 10 mensen de dood door ongelukken gerelateerd aan sneeuwscooters. De meeste doden vallen door botsingen.